# Magyar Munka Érdemrend és Érdemérem
A Magyar Munka Érdemrend és Érdemérem 1948-ban alapított kitüntetés a második magyar köztársaságban és az azt követő Magyar Népköztársaságban.
Olyan magyar állampolgárok kitüntetésére szolgált, akik az „1947: XVII. törvénycikkbe iktatott hároméves gazdasági terv megvalósítása érdekében a mezőgazdaságban, az iparban, a közlekedésben, a kulturális és szociális építőmunkában kiváló érdemeket” szereztek. 1949-től kezdve „adományozható azok részére is, akik az ötéves terv előkészítésében és végrehajtásában az ipari, a mezőgazdasági, a közlekedési, a kulturális és szociális építőmunka területén kiváló érdemeket szereztek”.
Az érdemrendnek három fokozata (arany, ezüst, bronz), az érdeméremnek pedig egy fokozata volt. Az érdemrend pénzjutalommal is járt (arany fokozatnál ötezer, ezüst fokozatnál háromezer, bronz fokozatnál ezerötszáz forinttal).
Utódja 1953-tól a Munka Érdemrend volt.